# Фудзімару Мітійо
Фудзімару Мітійо (6 квітня 1979) — японська синхронна плавчиня.
Срібна медалістка Олімпійських Ігор 2004 року.